# Princezna zakletá v čase
Princezna zakletá v čase je česká filmová fantasy pohádka režiséra Petra Kubíka z roku 2020. V hlavních rolích účinkovali Natália Germáni, Marek Lambora a Eliška Křenková. Ústřední píseň „Tam za řekou“ k pohádce nazpívala Eliška Křenková společně s Markem Lamborou a Natálií Germáni. Druhou verzi písně pak Tereza Mašková.
Film byl uveden do českých kin 17. září 2020. Z důvodu uzavřených kin v důsledku koronavirové pandemie probíhalo od 29. ledna 2021 promítání filmu online na portálu Zakulturou.online. Televizní premiéra proběhla 28. listopadu 2021 a sledovalo ji 916 tisíc diváků. Film byl nadabován také do angličtiny a uveden pod názvem Princess Cursed in Time.

## Děj
Film se odehrává ve fiktivním světě zvaném Oberon, konkrétně v mírumilovném království Aspánie. Před lety zachvátila Aspánii obávaná Černá bouře, magická smršť hrozící zkázu celému království a všech obyvatel v něm. Aby tomu aspánský král Robert VIII. zabránil, přislíbil prohnané čarodějnici Murien duši své dcery sedmý den po jejím narození výměnou za to, že bouři odvolá. Čarodějnice prahnula po věčném životě, který by s dobrovolně darovanou duší dítěte mohla získat. Ačkoliv Murien bouři odvolala, král na něco takového neměl srdce a svou dceru, princeznu Ellenu, čarodějnici nevydal. Murien, rozzuřená královou zradou, proklela maličkou Ellenu, že v den jejích dvacátých narozenin bude při západu slunce království tentokrát už opravdu zničeno hrozivou Černou bouří.
Hlavní příběh sleduje osud princezny Elleny v den jejích dvacátin. Je umanutá a nafoukaná a hrozbu blížící se zkázy bere na lehkou váhu, ostatně málokdo má z dávné výhrůžky strach. V průběhu dne se potkává s dvojicí nemotorných strážných, dvěma čarodějobijci z dalekých krajů, dvorním alchymistou Archivaldem a nejlepší kamarádkou Amélií, která se učí alchymistkou a čeká jí jen závěrečná zkouška. Zároveň je ukázáno, že král Robert společně s Archivaldem se ve snaze zabránit Černé bouři dopídili faktu, že takto silnou kletbu může zvrátit jen polibek z pravé lásky. Pozvali proto prince Jana ze sousedního království Calderonu, s nímž si Ellena byla v dětství velmi blízká, aby se polibku ujal. Zcela bezstarostně stráví princezna celý den, až přijde večer hostiny na její počest. Hrozba Černé bouře se ukáže jako skutečná a ačkoliv Jan princeznu políbí, nic se nestane – princezna jej totiž nemiluje. Temnota pohltí království.
Ellena se náhle probudí. Zpočátku je zmatena, ovšem po chvíli jí dojde, že se celý den zase opakuje a ona jediná si to pamatuje. Archivald jí vysvětlí, že při narození jí začaroval mocnou Runou času, díky níž bude opakovat tentýž den stále dokola a dokola, dokud nezvrátí Černou bouři. Čas je tak jejím služebníkem, nikoliv jejím pánem. Zpočátku toho Ellena využívá a zcela bezstarostně si užívá volného života bez následků, ovšem když se tentýž den opakuje mnohokrát, vše jí omrzí. Rozhodne se proto kletbu zlomit a zažehnout lásku vůči Janovi, bohužel ani při opakovaných pokusech se jí to nedaří. Poslední možností je zabít Murien, která se usídlila v nedaleké opuštěné tvrzi.
Tvrz je chráněna mocným kouzlem, pro jehož prolomení je nutný Zámečnický svitek. Ten lze získat po správném rozluštění hádanek u Úst pravdy, Ucha tajemství a Očí světla. Na pomoc proto s sebou Ellena bere prince Jana a Amélii. U Ucha tajemství se divák mimoto dozví, že princezna si svými city vůči Janovi není jistá, neví, zda jej opravdu miluje či ne. Po rozluštění hádanek svitek získají a vydají se k tvrzi, do níž úspěšně proniknou. Murien zde již vyčkává u kamenného oltáře, na jehož vrchu levituje magický krystal v podobě stříbřité růže. Čarodějnice je opravdu mocná a jakékoliv pokusy o její smrt nikdy nevyjdou, Ellena vždy selže a zase se probudí téhož rána. Nakonec se však zaposlouchá do vyprávění dvou strážných, kteří si čtou o lovcích čarodějnic. Je to právě krystal, ona stříbrná růže, která je zdrojem Murieniny síly, a naplánuje nové přepadení. To tentokrát skončí naprostým fiaskem, jelikož se Ellena omylem prořekne, Murien odhalí Runu času a zruší její kouzlo. Princezna se tak znovu probudí téhož rána, ovšem tentokrát už naposledy – časová smyčka již neexistuje.
Princezna se od svých prvních dvacátin změnila, je z ní laskavá a přátelská osoba, a celý den je ke všem milá. Rozhodne se pro poslední pokus zabít Murien, ovšem tentokrát o tom zpraví lid a Archivalda. Při získání svitku mimoto vyjde najevo, že se do Jana přece jen zamilovala, ostatně je to pohledný a obětavý princ. Naposledy se vydávají k tvrzi, prolomí ochranné kouzlo a vstoupí dovnitř, ovšem tentokrát mají s sebou posilu – ony dva strážné, čarodějobijce, Archivalda a několik dalších měšťanů. Boj je to tuhý a Murien se jen tak nedá, až zbudou jen Ellena a Jan. Čarodějnice sešle na Jana kouzlo přeměny v kámen, ovšem do cesty skočí princezna a díky síle lásky se zaklínadlo odrazí. Amélie tasí meč, zničí růži a Murien se obrátí v prach.
Zdá se, že hrozba je zažehnána, leč Černá bouře se přesto žene na království. Ellena a Jan si dají poslední polibek na rozloučenou, když tu náhle je bouře pryč. Láska znovu zvítězila. Princezna se s princem vezmou, z Amélie se stane alchymistka, král Robert se znovu spřátelí s králem Calderonu a království bujaře slaví.

## Obsazení
| Natália Germáni     | princezna Ellena               |
| Marek Lambora       | princ Jan z Calderónu          |
| Eliška Křenková     | Amélie                         |
| Jan Révai           | král Robert VIII.              |
| Simona Zmrzlá       | Murien                         |
| Veronika Freimanová | chůva                          |
| Roman Zach          | alchymista Archivald           |
| Martin Písařík      | strážný Martin                 |
| Jakub Ouvín         | strážný František              |
| Martin Dejdar       | král kejklířů                  |
| Vladimír Polák      | čarodějobijec                  |
| Pius Okaba          | čarodějobijec                  |
| Magdaléna Malinová  | prodavačka Marta               |
| Roman Doubrava      | strážný Roman                  |
| Viktor Krištof      | komorník                       |
| Nikol Metrlová      | víla                           |
| Igor Krištof        | zloděj                         |
| Pavel Richta        | žebrák Tomáš                   |
| Elizabeth Drobotová | žena Tomáše                    |
| Anežka Přikrylová   | princezna Ellena (10 let)      |
| Terezie Holá        | Amélie (10 let)                |
| Michal Škach        | princ Jan z Calderónu (10 let) |
| Milan Hroch         | král Sobotína                  |

Natália Germáni byla v českém znění předabována Jitkou Moučkovou. Hlas oživlých skal namluvil Jiří Dvořák. 

## Výroba
O vizuální efekty se postarala společnost QQ studio Ostrava. Tým pracoval pod vedením Lukáše Najbrta.

### Lokace

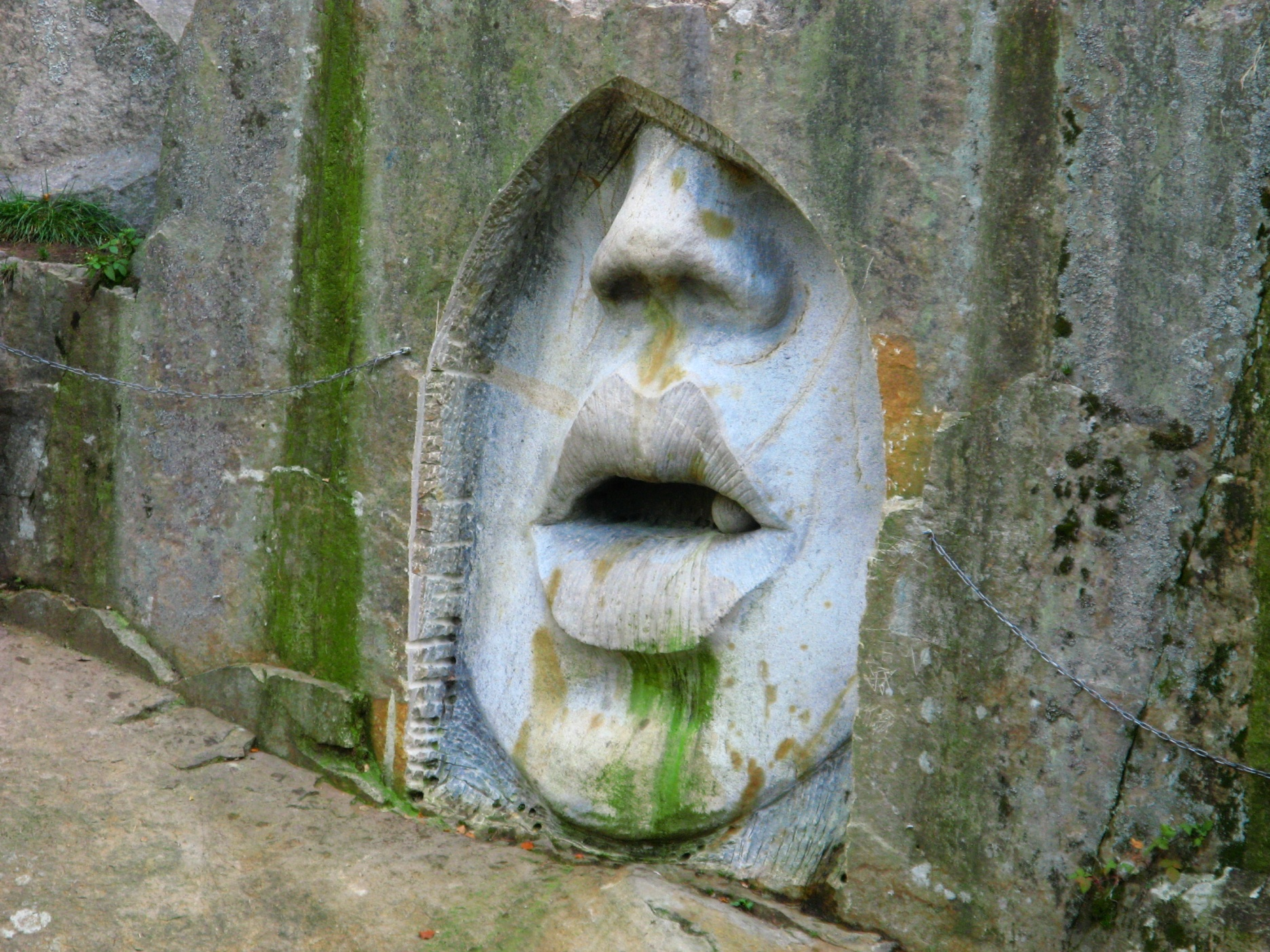
Ústa pravdy u Lipnice nad Sázavou, jedna z lokací filmu

Film se natáčel mimo jiné v zatopených lomech v okolí Lipnice nad Sázavou, v zámeckém areálu v Sobotíně na Šumpersku, na hradě Točník na Berounsku a na hradě Bouzov.

#### Olomoucký kraj
- Zámecký resort Sobotín
- Sobotín a okolí
- areál hradu Bouzov

#### Kraj Vysočina
- Národní památník odposlechu
- Lipnice nad Sázavou a okolí

#### Středočeský kraj
- Areál hradů Točník a Žebrák
- okolí hradu Kokořín
- okolí hradu Křivoklát

Studia Three brothers production
- Skanzen Řepora

## Recenze
- Jana Podskalská, Deník.cz, 15. září 2020, [7]
- Karolina Benešová, Červený koberec, 16. září 2020, [8]
- Mirka Spáčilová, iDNES.cz, 17. září 2020, [9]
- Věra Míšková, Právo, 18. září 2020, [10]

## Pokračování
Bylo ohlášeno pokračování filmu, zahájení jeho natáčení bylo naplánováno na podzim 2021 a datum premiéry stanoveno na 17. listopad 2022.

## Kniha
Roku 2021 byla k filmu vydána doplňková kniha Princezna zakletá v čase: Povídky a svět, která čtenáře blíže seznamuje s fiktivním světem Oberon, jeho historií a postavami a nabízí také čtrnáct různých povídek z tohoto fantasy světa.